# Канадсько-британські відносини
Канадсько-британські відносини — це відносини між Канадою і Сполученим Королівством Великої Британії та Північної Ірландії, які є двосторонніми на урядовому рівні і багатосторонніми на соціальному. Ці дві країни мають близькі контакти і часто співпрацюють; вони пов'язані між собою двосторонньою міграцією, спільною військовою історією, спільною системою правління, мовою, Співдружністю націй та спільним главою держави і монархом. Попри спільний спадок, дві країни віддалились одна від одної економічно, соціально і політично: Британія не є найбільшим торговельним партнером Канади з дев'ятнадцятого століття і дві держави зараз в окремих торгових блоках, відповідно в Європейському союзі та в Північноамериканській зоні вільної торгівлі. Обидві країни з середини XX століття пережили масову міграцію з незахідних країн, що спричинило ослаблення колишніх етнічних зв'язків між населенням. Незважаючи на близькі стосунки у військовій галузі, не варто й надалі розраховувати на те, що Канада буде наслідувати приклад Великої Британії у міжнародних конфліктах.

## Історія
Довготривалі відносини між Сполученим Королівством та Канадою офіційно розпочались в 1867 році, коли Канадська конфедерація об'єдналась із Північноамериканськими коронними колоніями. Канада стала домініоном Британської імперії.
Історія відносин між Канадою і Британією, навіть у XX столітті, — це насправді історія повільного досягнення Канадою повного суверенітету.

## Британська імперія
У 1759 Британія завоювала Нову Францію і після Паризької мирної угоди 1763 почала заселяти англомовними жителями колишню французьку колонію — Канаду. Британські правителі управляли новими територіями до прийняття Конституційного акту в 1791, відповідно до якого було створено перший канадський законодавчий орган. Цей слабкий орган й досі підкорювався правителям, допоки не було дозволено створити відповідальний уряд у 1848. З новоствореною владою колонії вирішили від'єднатись у 1867 р., створивши цим нову державу — Канаду, з новою назвою.

## Домініон
Згідно з Конституцією нової Канадської федерації, зовнішні справи вирішував Парламент Сполученого Королівства у Вестмінстері, але лідери федерального парламенту незабаром розробили власні погляди на деякі питання, особливо це стосувалось відносин Британської імперії і Сполучених Штатів. Стабільні відносини і безпечна торгівля зі Сполученими Штатами ставали життєво необхідними для Канади, навіть історики заявляли, що канадська рання дипломатія орієнтувалась на «Північноатлантичний трикутник».
Більшість перших канадських самостійних спроб в дипломаті все одно включали «метрополію». Першим «неофіційним» дипломатичним службовцем Канади був Сер Джон Роуз, якого прем'єр-міністр Джон Александр Макдональд направив в Лондон. Прем'єр-міністр Александр Макензі згодом направив Джорджа Брауна у Вашингтон налагоджувати британсько-американські торговельні зв'язки. Британський уряд вирішив, що краще легалізувати канадське представництво закордоном, ніж мати справу з такою великою кількістю неофіційних лобістів, тому в 1880 році Александр Тілло Галт став першим Верховним Комісаром направленим із Домініону в Британію.
Коли настав час реагувати на імперські конфлікти, Канада зайняла стриману позицію, особливо під час виборчої кампанії у Судані. Коли Британія підтримала США у прикордонній суперечці щодо Аляски, то в Канаді був зазначений низький показник про-британських настроїв. Хоча, під час англо-бурської війни, канадці у великих кількостях добровільно воювали на боці Імперії, незважаючи на байдужість з боку уряду на чолі із Уілфредом Лорьє — першим прем'єр-міністром, який був французьким католиком.
В економічному плані, канадська влада була зацікавлена у вільній торгівлі із США; однак, через складність переговорів та політичні розбіжності, канадський уряд став провідним прихильником імперських преференцій, які зіштовхувались із обмеженим ентузіазмом у Британії.

## Перша і Другі світові війни
На початку Першої світової війни канадський уряд та мільйони канадських добровольців з ентузіазмом підтримали позицію Британії у війні, але численні воєнні жертви і те, що вони робились від імені Британської імперії, спричинили внутрішню напруженість в державі та пробудили в канадців націоналізм. На Паризькій мирній конференції Канада вимагала права підписувати договори без британського дозволу та прагнула приєднання до Ліги Націй. До 1920 років Канада почала займати більш самостійну позицію у веденні зовнішніх справ.
У 1926 році в Декларації Бальфура Британія оголосила, що не буде більше поширювати закони на своїх домініонів і що вони ставали тепер повністю незалежними державами із правом ведення власних зовнішніх справ. Пізніше ці позиції були офіційно закріплені у Вестмінстерському статуті 1931 року.
Лояльність до Британії й досі існувала, тому в найпохмуріші для Великої Британії дні під час Другої світової війни, після падіння Франції та перед приходом Радянського Союзу або США, Канада була головним британським союзником в Північній Атлантиці і основним джерелом зброї та продовольства. Однак, Друга світова війна продемонструвала, що імператорський союз між Британією, Канадою та іншими домініонами більше не був домінуючою світовою силою, оскільки навіть не мав змоги запобігти вторгненню Японії в Гонконг і уникнути німецького вторгнення в саму Англію.
У зв'язку із руйнуванням більшої частини Європи, економічна і військова значимість Канади була на піку наприкінці 1940 років, в той час як Британія зазнавала спаду. Обидві країни були незначними в порівнянні із новими наддержавами, тому Британія та Канада охоче взяли участь у міцному союзі із США для захисту від Радянського Союзу, в результаті чого в 1949 році була створена НАТО. Таким чином, хоч Британія та Канада були союзниками до 1949 року і після, а до цього Канада була частиною Британського імперського союзу домініонів, то після створення НАТО Канада стала невеликою частиною набагато більшого Західного блоку, в якому США були найвпливовішим членом. Це означає, що стратегічна і політична важливість військових зв'язків між Великою Британією і Канадою є набагато меншою, ніж британсько-американські та канадсько-американські зв'язки. Це підтверджується участю Канади у Командуванні повітряно-космічної оборони Північної Америки (англ. North American Aerospace Defense Command, NORAD) разом із США для спільного захисту північноамериканського повітряного простору.

## Конституційна незалежність
Остаточний злам лояльної зовнішньої політики Канади відбувся під час Суецької кризи 1956 року, коли канадський уряд категорично відкинув заклики британського уряду підтримати їхнє вторгнення в Єгипет. Зрештою, Канада допомогла Британії (а також їх французьким та ізраїльським союзникам) «зберегти власне обличчя», намагаючись витягнути себе із катастрофи суспільних відносин. Канадська делегація в ООН, яку очолив майбутній прем'єр-міністр Лестер Б. Пірсон, запропонувала ввести миротворчі сили для розборони двох ворогуючих сторін. За це його було нагороджено Нобелівською премією миру.
Тим часом, канадське юридичне відокремлення від Британії тривало. До 1946 року у Канаді та Британії діяв спільним закон про громадянство. Канадський Закон про громадянство 1946 року надав канадцям окреме законне громадянство. Після 1949 року канадці могли більше не звертатись у Судовий комітет Таємної ради у Лондоні для вирішення судових позовів.
Остаточно конституційні зв'язки між Сполученим Королівством і Канадою завершились після прийняття Канадського акту в 1982 році. Закон парламенту Сполученого Королівства був прийнятий на прохання канадського федерального уряду для «передачі» Канаді усіх повноважень щодо власної Конституції та для задоволення прохань щодо внесення певних поправок у Констиуцію Канади, які мають бути зроблені британським парламентом. Акт також офіційно поклав кінець «проханням і дозволам» Вестмінстерського статуту 1931 року щодо Канади, в результаті чого британський парламент мав повноваження приймати закони, що стосуються Канади, з власної волі.
Економічні відносини між двома державами знизились після вступу Британії до Європейського економічного співтовариства у 1973 році. В обох країнах регіональні економічні зв'язки були більшими, ніж історичні трансатлантичні зв'язки. В 1988 році Канада уклала із Сполученими Штатами угоду про вільну торгівлю, яка перетворилась у Північноамериканську зону вільної торгівлі (НАФТА; англ. North American Free Trade Agreement, NAFTA), коли у 1994 році до них приєдналась Мексика. Таким чином, дві держави зараз є членами окремих торгових блоків — Європейського союзу та Північноамериканської зони вільної торгівлі. Тим не менш, Британія й досі залишається п'ятим найбільшим інвестором Канади. Канада, в свою чергу, займає третє місце за величиною прямих іноземних інвестицій в Британію.

## Торгівля та інвестиції
Незважаючи на довготривале прагнення Канади до збільшення торгівлі із Сполученими Штатами, канадсько-британська торгівля продовжує зростати. Велика Британія на сьогодні є найбільш важливим канадським торговельним партнером в Європі, а в глобальному масштабі займає третє місце після США та Китаю. У 2010 році загальний обсяг двосторонньої торгівлі перевищив 27,1 мільярди канадських доларів і за останні п'ять років Велика Британія була другим за величиною експортним ринком товарів з Канади. Британія є найважливішим джерелом прямих іноземних інвестицій в Канаду, займаючи третє місце після США та Нідерландів, канадські компанії також інвестують у Велику Британію. У 2010 році фонд двосторонніх інвестицій становив майже 115 мільярдів доларів.
9 лютого 2011 року дирекції Лондонської фондової біржі та фондової біржі Торонто погодились укласти угоду, згідно з якою обидві холдингові компанії об'єднуються для спільних біржових обмінів, створюючи провідну біржову групу з найбільшою кількістю занесених в біржовий список компаній, і спільний ринок капіталів в розмірі 3,7 трильйонів фунтів стерлінгів. Зрештою, об'єднання було скасовано 29 червня 2011 року, коли стало очевидним, що дві треті акціонерів фондової біржі Торонто не дають згоди.
Канада та Велика Британія як члени Європейського союзу та Північноамериканської зони вільної торгівлі беруть спільну участь у переговорах щодо підписання Комплексної економічної і торговельної угоди (Comprehensive Economic and Trade Agreement, CETA) між Канадою та Європейським союзом. Якщо угоду буде схвалено, то вона набуде чинності в 2016 році.
У 2013 році Марк Карні — керуючий Банком Канади пішов у відставку для того, щоб стати керуючим Банку Англії.

## Туризм
У 2004 році близько 800, 000 британських жителів відвідали Канаду, тим самим перетворюючи Велику Британію у друге після США найбільше джерело туризму для Канади. Того ж року британські туристи витратили майже 1 мільярд канадських доларів піл час відвідування Канади. У 2003 році Велика Британія була третім після США та Мексики найбільш популярним міжнародним місцем відпочинку для туристів з Канади, яку відвідали понад 700, 000 чоловік з витратами більше 800 мільйонів канадських доларів.

## Оборона та безпека
Дві країни мають довгу історію тісної співпраці у військовій галузі. Канада воювала на боці Британії та її союзників у Першій світовій війні. Канадці становили більшість Британського десанту і надавали велику підтримку військам, стверджуючи, що обов'язок канадців воювати в ім'я їхньої батьківщини. Сер Вільфред Лор'є, хоч і був франкоканадцем, звернувся до більшості англоканадців, проголошуючи: «Нашим обов'язком є дати знати Великій Британії, її друзям та ворогам, що в неї з Канадою один розум і одне серце і, що всі канадці підтримують батьківщину». Канада воювала з Великою Британією та її союзниками і в Другій світовій війні.
До 1972 року Хрест Вікторії був найвищою військовою нагородою, яка була вручена членам Британських та Канадських збройних сил. 81 член канадської армії (включно із жителями Ньюфаундленда) і 13 канадців, які служили у британських підрозділах були нагороджені Хрестом Вікторії. У 1993 році Канада створила власний Хрест Вікторії.
У наш час держави є членами військового союзу AUSCANNZUKUS (акронім від англійських назв країн-учасниць — Австралії, Канади, Нової Зеландії, Великої Британії та США), що одночасно включає союз із Австралією, США та Новою Зеландією для обміну досвідом розвідувальної діяльності — «П'ять очей» (англ. «Five Eyes»). Обидві держави є членами НАТО та беруть участь у миротворчих операціях ООН. До 2011 року основним напрямком оборонного співробітництва двох держав був Афганістан, де вони брали участь у небезпечних місіях в південних провінціях. Обидві держави надавали повітряну підтримку військовій операції НАТО в Лівії. Хоча й досі існує співпраця у військових союзах, це не означає, що Канада підтримає позицію Британії у міжнародних конфліктах.

## Міграція
Від завоювання Нової Франції і до 1966 року, Британія залишалась найбільшим джерелом канадських іммігрантів. З 1967 року, після того як канадські закони були змінені для усунення переваг, що були надані британцям та іншим європейцям, рівень британської міграції в Канаду значно знизився. Після того як конституційні держави Сполученого королівства (Англія, Уельс, Шотландія та Північна Ірландія) об'єднались, нащадки британської нації й досі становили найбільшу етнічну групу Канади. У 2005 році налічувалось 579,620 людей народжених в Сполученому королівстві та проживаючих у Канаді, що становило 1,9 % канадського населення.
Історично, канадці подорожували до Великої Британії для того, щоб підвищити свою кар'єру або навчання до рівня, якого не можна було досягнути вдома. Британія виступала метрополією, до якої канадці притягувались. Національна статистична служба Великої Британії підрахувала, що у 2009 році, 82 000 канадців за походженням проживали у Сполученому королівстві. У 2012 році це була третя найбільша спільнота канадської діаспори після діаспори у США та Гонконгу.
В останні роки все більше підтримувалась ідея вільного пересування між Сполученим королівством, Канадою, Австралією та Новою Зеландією для того, щоб громадяни мали змогу жити і працювати у будь-якій із чотирьох країн, тобто щось на зразок Транс-Тасманської угоди між Австралією та Новою Зеландією.

## Дипломатія
Сучасні політичні зв'язки між Лондоном та Оттавою підтримуються міцним двостороннім діалогом на рівні глав держав, міністрів та високопоставлених чиновників. Будучи у складі Королівства Співдружності, обидві держави мають спільного монарха, королеву Єлизавету II, та є активними членами Співдружності націй. У 2011 році британський прем'єр-міністр Девід Камерон виголосив «спільну промову» до членів канадського парламенту, а у 2013 році канадських прем'єр-міністр Стівен Гарпер виступив з промовою до двох палат британського парламенту.
Канада здійснює дипломатичну місію в Лондоні. Велика Британія, в свою чергу, здійснює дипломатичну місію в Оттаві, разом з генеральними консулами в Торонто, Монреалі, Калгарі та Ванкувері. В останні роки Канада шукає можливості ближчої співпраці із Співдружністю, оголосивши у 2012 році про спільні з Великою Британією дипломатичні місії і про намір розширити схеми, залучивши Австралію та Нову Зеландію, які вже мають спільного із Канадою главу держави. У вересні 2012 року Канада та Сполучене королівство підписали Меморандум про дипломатичну співпрацю, що сприяв спільному розміщенню посольств, спільній діяльності консульських служб та спільне вирішення кризи. Проект критикувався багатьма канадськими політиками, які вважали, що він призведе до спільної зовнішньої політики, а на думку багатьох британців він є альтернативою та противагою інтеграції до ЄС.